# Melissodes panamensis
Melissodes panamensis är en biart som beskrevs av Cockerell 1928. Melissodes panamensis ingår i släktet Melissodes och familjen långtungebin. Inga underarter finns listade i Catalogue of Life.